# Neopedies matogrossensis
Neopedies matogrossensis är en insektsart som beskrevs av Ronderos 1991. Neopedies matogrossensis ingår i släktet Neopedies och familjen gräshoppor. Inga underarter finns listade i Catalogue of Life.